# Cantó de Courville-sur-Eure
El cantó de Courville-sur-Eure és un cantó francès del departament d'Eure i Loir, situat al districte de Chartres. Té 18 municipis i el cap és Courville-sur-Eure.

## Municipis
- Billancelles
- Chuisnes
- Courville-sur-Eure
- Dangers
- Le Favril
- Fontaine-la-Guyon
- Fruncé
- Landelles
- Mittainvilliers
- Orrouer
- Pontgouin
- Saint-Arnoult-des-Bois
- Saint-Denis-des-Puits
- Saint-Georges-sur-Eure
- Saint-Germain-le-Gaillard
- Saint-Luperce
- Vérigny
- Villebon

## Història
| Data d'elecció                           | Identitat        | Partit          | Qualitat |
| ---------------------------------------- | ---------------- | --------------- | -------- |
| 1945-1951                                | M. Fournier      | SFIO            |          |
| 1951-1976                                | M. Lechesne      | RI              |          |
| 1970-1976                                | Raymond Bataille | CIR, després PS |          |
| 1976-1994                                | Robert Bizard    | RI, després UDF |          |
| 1994-                                    | Jacky Jaulneau   | PS              |          |
| les dades anteriors no són pas conegudes |                  |                 |          |
|                                          |                  |                 |          |

## Demografia
| A partir de 1990: Població sense dobles comptes |